# 자위더르해

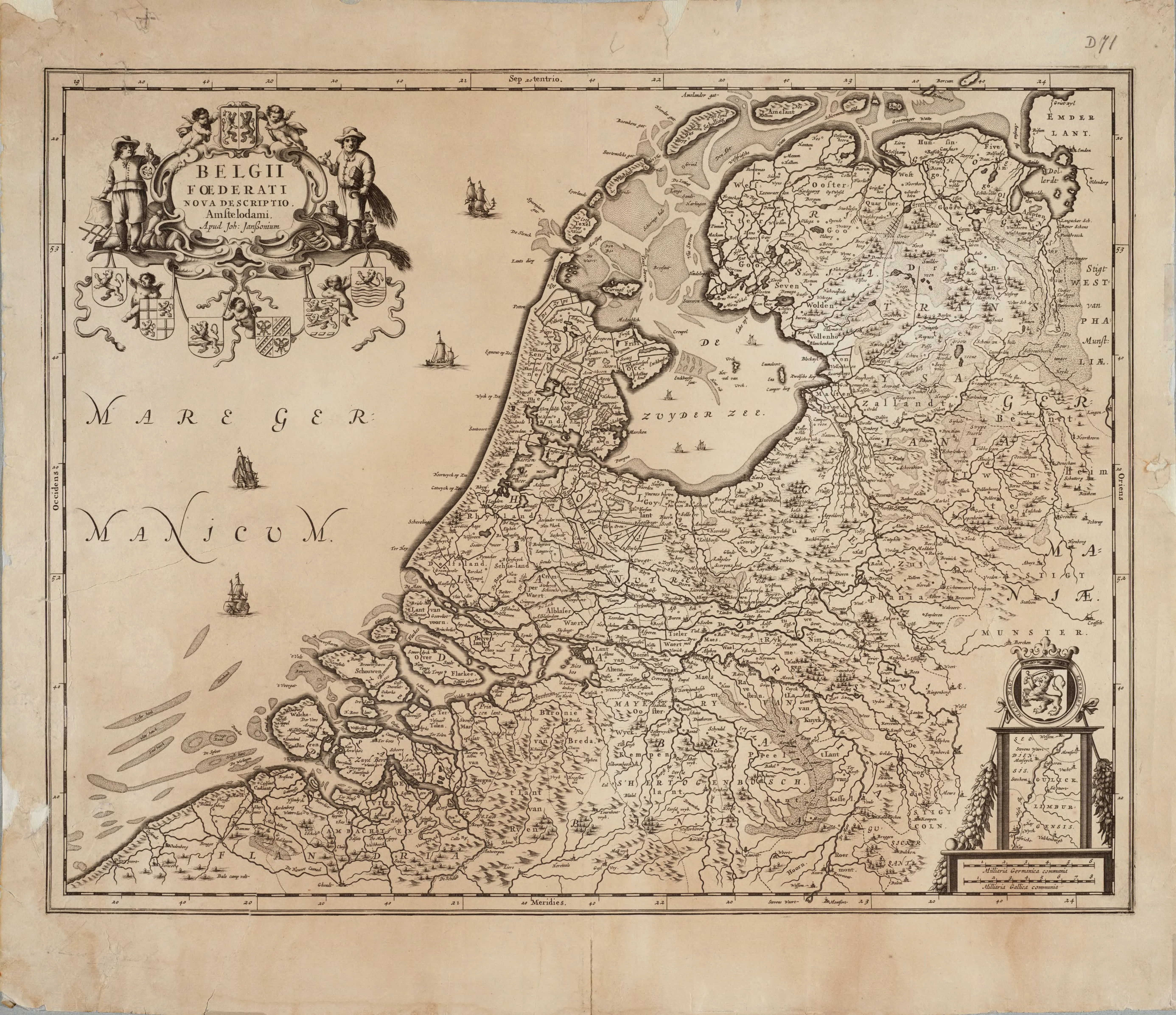
1658년의 옛 지도

자위더르 해(네덜란드어: Zuiderzee)는 북해에 연한 네덜란드의 만이었다. 원래는 내해였지만 1916년 북해 범람으로 인해 바다가 되었다. 1932년 대규모 간척 사업을 통해 입구를 막는 물막이 둑인 아프슬라위트데이크(Afsluitdijk)가 완성되면서 담수화되었고 자위더르 해는 에이설호가 되었다.